# Super Copa Gaúcha 2014
In 2014 werd de tweede editie van de Super Copa Gaúcha  gespeeld voor voetbalclubs uit de Braziliaanse staat Rio Grande do Sul. De competitie werd georganiseerd door de FGF en werd gespeeld van 21 tot 23 november, alle wedstrijden werden in Lajeado gespeeld. Lajeadense werd kampioen. 

## Deelnemers
| Club          | Stad          | Gekwalificeerd als                                      | Deelnames |
| ------------- | ------------- | ------------------------------------------------------- | --------- |
| Novo Hamburgo | Novo Hamburgo | Kampioen Campeonato da Região Metropolitana 2014        | 2ª        |
| Lajeadense    | Lajeado       | Kampioen Copa FGF 2014                                  | 1ª        |
| Juventude     | Caxias do Sul | Kampioen Campeonato da Região Serrana de 2014           | 1ª        |
| Grêmio        | Porto Alegre  | Vicekampioen Campeonato da Região Sul-Fronteira de 2014 | 1ª        |

## Eindronde
|  | Halve finale  | Halve finale  |   |  | Finale     | Finale |  |
|  |               |               |   |  |            |        |  |
|  |               |               |   |  |            |        |  |
|  | Lajeadense    | 1             |   |  |            |        |  |
|  | Juventude     | 0             |   |  |            |        |  |
|  |               |               |   |  |            |        |  |
|  |               |               |   |  |            |        |  |
|  |               |               |   |  | Lajeadense | 2      |  |
|  |               | Novo Hamburgo | 1 |  |            |        |  |
|  |               |               |   |  |            |        |  |
|  |               |               |   |  |            |        |  |
|  |               |               |   |  |            |        |  |
|  |               |               |   |  |            |        |  |
|  | Novo Hamburgo | 1 (9)         |   |  |            |        |  |
|  | Grêmio        | 1 (8)         |   |  |            |        |  |

## Kampioen
| Super Copa Gaúcha de 2014      |
| Lajeado                        |
| ------------------------------ |
| LAJEADENSE Kampioen (1° titel) |